# Otricoli
Otricoli est une commune italienne d'environ 2 000 habitants, située dans les province de Terni et région d'Ombrie, en Italie centrale.

## Histoire
Bataille d'Otricoli (it) le 9 décembre 1798. 
Les troupes françaises du général Macdonald s'emparèrent de la ville le 5 janvier 1799.

## Monuments et patrimoine
Un buste de pierre datant de la Grèce Antique représentant Zeus, le maître des dieux, du ciel et de la pluie, y a été trouvé.

## Administration
| Période                                  | Période | Identité | Étiquette | Qualité |
| ---------------------------------------- | ------- | -------- | --------- | ------- |
|                                          |         |          |           |         |
| Les données manquantes sont à compléter. |         |          |           |         |

### Hameaux
Poggio.

### Communes limitrophes
Calvi dell'Umbria, Gallese, Magliano Sabina, Narni, Orte, Stroncone.